# Chassigny-sous-Dun
Chassigny-sous-Dun település Franciaországban, Saône-et-Loire megyében. Lakosainak száma 558 fő (2022. január 1.). Chassigny-sous-Dun La Chapelle-sous-Dun, Chauffailles, Mussy-sous-Dun, Saint-Laurent-en-Brionnais, Saint-Maurice-lès-Châteauneuf és Tancon községekkel határos.

## Népesség
A település népességének változása:
| Lakosok száma | 574  | 572  | 583  | 572  | 572  | 565  | 556  | 547  | 558  |
|               | 2013 | 2015 | 2016 | 2017 | 2018 | 2019 | 2020 | 2021 | 2022 |